# El patrón: radiografía de un crimen
El patrón: radiografía de un crimen és una pel·lícula argentina dramàtica/criminal de 2014 amb guió de Sebastián Schindel, Nicolás Batlle i Javier Olivera, adaptació del llibrr d'Elías Neuman, produïda, muntada i dirigida per Sebastián Schindel. El repartiment està compost per Joaquín Furriel, Mónica Lairana, Guillermo Pfening, Luis Ziembrowski, Victoria Raposo, Germán De Silva i Andrea Garrote. La pel·lícula va fer la seva aparició en cartellera el 26 de febrer del 2015.
La pel·lícula va participar en molts festivals al voltant del món, com el Festival de Busan en Corea del Sud on va rebre el premi del públic, el Festival de Varsòvia on va obtenir el segon lloc del premi del públic; el festival de Guadalajara on va guanyar els premis a la millor òpera preval i millor actor (Joaquín Furriel); el Festival Internacional de Cinema de Viña del Mar, on va guanyar els premis a la millor pel·lícula, millor director i el premi del públic; a més va integrar la secció oficial de diversos festivals com els de Chicago, l'Havana, Santa Bàrbara, Mar del Plata, Seattle, Varsòvia i Busan.

## Sinopsi
Un humil peó de camp comença a treballar de carnisser en una gran ciutat per l'amo sense escrúpols d'una cadena de carnisseries iniciant el camí cap a una gran tragèdia.

## Recepció

### Crítica
El patrón, radiografía de un crimen va obtenir molt bones crítiques després de la seva estrena. El lloc especialitzat TodasLasCríticas li atorga a la pel·lícula una classificació de 75 sobre 100 basat en 35 crítiques la qual cosa indica un ampli acolliment positiu en general.

Lucero Solórzano del diari mexicà Excelsior va escriure:
| « | «Una altra sòlida proposta argentina. (...) 4 personatges potents, molt ben descrits, i la pel·lícula atrapa des del principi fins a la fi.» | » |

Per la seva banda Alejandro Lingenti del diari La Nación sostenia que:
| « | «Una pel·lícula sobre l'explotació laboral, però també sobre la tortura psicològica, l'avarícia, la corrupció (...) Un guió sòlid, que evita intel·ligentment la dispersió.» | » |

Horacio Bilbao del diari Clarín va esmentar en la seva avaluació:
| « | «Hi ha una història major. (...) És cert, li falten matisos a aquests personatges, que són cent per cent submisos, o vils, o compromesos. I el desenllaç de la història està, potser, molt anunciat.» | » |

L'actuació de Joaquín Furriel també fou elogiada. Hugo Fernando Sánchez de Tiempo Argentino va dir:
| « | «La posada amb ritme de thriller (...) amb un Furriel exacte en la seva transformació, no sols física sinó desapareixent darrere del caràcter del protagonista, on la submissió, l'exclusió i el destí tràgic es combinen amb la violència en la que es va formar. I tot es nota en la composició de l'actor.» | » |

Per la seva part Diego Curubeto del diari Ámbito Financiero a més de lloar l'actuació de Furriel i la de Ziembrowski, va detallar sobre la trama:
| « | «El film està ben narrat i filmat amb rigor, per la qual cosa es veu amb interès. No obstant això la correcció política i el desenllaç conciliador no ajuden al fet que l'assumpte prengui massa vol.» | » |

### Comercial
La cinta va gaudir d'un lleuger èxit en convocar a més de 15.267 espectadors en el seu primer cap de setmana en 34 pantalles. L'arrencada en si va ser molt sòlid en contrast amb el fet que no va comptar amb una campanya publicitària important però el protagonista principal (Furriel) va aconseguir en els seus recorreguts per diversos canals televisius, promocionar el film. La pel·lícula va finalitzar el seu recorregut per la cartellera argentina amb un total de 47.247 espectadors quedant entre les 15 pel·lícules argentines més vistes en el que va de l'any 2015.

## Premis y nominacions

### Premis Sur
La desena edició dels Premis Sur es va dur a terme el 24 de novembre de 2015.
| Any  | Categoria                            | Nominat                                          | Resultat  |
| ---- | ------------------------------------ | ------------------------------------------------ | --------- |
| 2015 | Millor pel·lícula                    | El patrón: radiografía de un crimen              | Nominat   |
| 2015 | Millor director                      | Sebastián Schindel                               | Nominat   |
| 2015 | Millor actor                         | Joaquín Furriel                                  | Guanyador |
| 2015 | Millor guió adaptat                  | Nicolás Batlle Javier Olivera Sebastián Schindel | Guanyador |
| 2015 | Millor fotografia                    | Marcelo Iaccarino                                | Nominat   |
| 2015 | Millor direcció d’art                | Augusto Latorraca                                | Nominat   |
| 2015 | Millor maquillatge i caracterització | Karina Camporino                                 | Guanyador |

### Premis Cóndor de Plata
La 64a edició dels Premis Cóndor de Plata va tenir lloc el 3 d'octubre de 2016.
| Any  | Categoria                            | Nominat                                          | Resultat  |
| ---- | ------------------------------------ | ------------------------------------------------ | --------- |
| 2016 | Millor Pel·lícula                    | El patrón: radiografía de un crimen              | Guanyador |
| 2016 | Millor Director                      | Sebastián Schindel                               | Nominat   |
| 2016 | Millor Actor                         | Joaquín Furriel                                  | Guanyador |
| 2016 | Millor Actor de Repartiment          | Luis Ziembrozky                                  | Nominat   |
| 2016 | Millor Actriu de Repartiment         | Mónica Lairana                                   | Guanyador |
| 2016 | Millor Guió adaptat                  | Nicolás Batlle Javier Olivera Sebastián Schindel | Nominat   |
| 2016 | Millor fotografia                    | Marcelo Iaccarino                                | Nominat   |
| 2016 | Millor muntatge                      | Andrés Ciambotti Sebastián Schindel              | Nominat   |
| 2016 | Millor direcció d’art                | Augusto Latorraca                                | Nominat   |
| 2016 | Millor so                            | Javier Farina Fernando Vega Hernán Gerard        | Nominat   |
| 2016 | Millor música original               | Lucas Kohan                                      | Nominat   |
| 2016 | Millor Maquillatge i Caracteriyzació | Karina Camporino                                 | Guanyador |

### Premis Platino
La III edició dels Premis Platino va tenir lloc el 24 de juliol de 2016.
| Any  | Categoria                                   | Candidat(s)                         | Resultat |
| ---- | ------------------------------------------- | ----------------------------------- | -------- |
| 2016 | Millor opera prima de ficció iberoamericana | El Patrón, radiografía de un crimen | Nominat  |